# Hamiltonsches Vektorfeld
Ein hamiltonsches Vektorfeld ist im mathematischen Teilgebiet der symplektischen Geometrie (wiederum ein Teilgebiet der Differentialgeometrie) ein spezielles glattes Vektorfeld auf einer symplektischen Mannigfaltigkeit, welches mit dessen symplektischer Form kompatibel ist und von einer glatten Abbildung (genannt Hamilton-Funktion) auf dieser erzeugt wird.

## Definition
Sei {\displaystyle (M,\omega )} eine symplektische Mannigfaltigkeit und {\displaystyle {\mathfrak {X}}(M)} die dazugehörige Menge aller glatten Vektorfelder. Ein hamiltonsches Vektorfeld für {\displaystyle (M,\omega )} ist ein glattes Vektorfeld {\displaystyle X\in {\mathfrak {X}}(M)}, für welches eine glatte Abbildung {\displaystyle H\in C^{\infty }(M)} mit der Bedingung
{\displaystyle i_{X}\omega =\omega (X,-)=\mathrm {d} H}
existiert, wobei {\displaystyle i_{X}} das innere Produkt ist.
Aufgrund der Nichtdegeneriertheit der symplektischen Form {\displaystyle \omega } folgt für glatte Vektorfelder {\displaystyle X,Y\in {\mathfrak {X}}(M)} mit {\displaystyle \omega (X,-)=\omega (Y,-)}, dass sogar {\displaystyle X=Y}. Für eine Hamilton-Funktion {\displaystyle H\in C^{\infty }(M)} gibt es daher maximal ein zugehöriges hamiltonsches Vektorfeld {\displaystyle X\in {\mathfrak {X}}(M)}, welches sofern existent daher auch als {\displaystyle X_{H}} notiert wird. Tatsächlich ist Existenz gegeben, wie sich anhand eines expliziten Ausdrucks zeigen lässt: Für jeden Punkt {\displaystyle x\in M} gibt es eine lineare Abbildung {\displaystyle \varphi _{x}\colon T_{x}M\rightarrow T_{x}^{*}M,\xi \mapsto \omega _{x}(\xi ,-)}. Aufgrund der Nichtdegeneriertheit der symplektischen Form {\displaystyle \omega _{x}} ist diese injektiv, aufgrund gleicher Dimensionen von Tangential- und Kotangentialraum sogar bijektiv und aufgrund der glatten Abhängigkeit der symplektischen Form {\displaystyle \omega _{x}} vom Basispunkt {\displaystyle x} ergeben diese gemeinsam einen Vektorbündelisomorphismus {\displaystyle \varphi \colon TM\rightarrow T^{*}M,(x,\xi )\mapsto (x,\omega _{x}(\xi ,-))}. Das hamiltonsche Vektorfeld {\displaystyle X_{H}\in {\mathfrak {X}}(M)} einer Hamilton-Funktion {\displaystyle H\in C^{\infty }(M)} lässt sich daher darstellen als:
{\displaystyle X_{H}=\varphi ^{-1}\circ \mathrm {d} H\colon M\rightarrow TM.}

## Eigenschaften
- Hamiltonsche Vektorfelder sind symplektisch.[1] Für eine Hamilton-Funktion {\displaystyle H\in C^{\infty }(M)} folgt mit der Cartan-Formel und der Geschlossenheit {\displaystyle \mathrm {d} \omega =0} der symplektischen Form {\displaystyle \omega }:
{\displaystyle {\mathcal {L}}_{X_{H}}\omega =(\mathrm {d} i_{X_{H}}+i_{X_{H}}\mathrm {d} )\omega =\mathrm {d} i_{X_{H}}\omega =\mathrm {d} ^{2}H=0.}
- Linearkombinationen von hamiltonschen Vektorfeldern sind hamiltonsche Vektorfelder. Für Skalare {\displaystyle a,b\in \mathbb {R} } und glatte Funktionen {\displaystyle G,H\in C^{\infty }(M)} gilt mit der Linearität des Cartan-Differentials {\displaystyle \mathrm {d} } und der Bilinearität der symplektischen Form {\displaystyle \omega }:
{\displaystyle \omega (X_{aG+bH},-)=\mathrm {d} (aG+bH)=a\mathrm {d} G+b\mathrm {d} H=a\omega (X_{G},-)+b\omega (X_{H},-)=\omega (aX_{G}+bX_{H},-),}

woraus {\displaystyle X_{aG+bH}=aX_{G}+bX_{H}} aufgrund der Nichtdegeneriertheit der symplektischen Form {\displaystyle \omega } folgt.
- Für glatte Funktionen {\displaystyle G,H\in C^{\infty }(M)} gilt mit der Produkt-Regel des Cartan-Differentials:
{\displaystyle \omega (X_{GH},-)=\mathrm {d} (GH)=H\mathrm {d} G+G\mathrm {d} H=G\omega (X_{H},-)+H\omega (X_{G},-)=\omega (HX_{G}+GX_{H},-),}

woraus {\displaystyle X_{GH}=HX_{G}+GX_{H}} aufgrund der Nichtdegeneriertheit der symplektischen Form {\displaystyle \omega } folgt.
- Für einen Symplektomorphismus {\displaystyle \phi \in \operatorname {Symp} (M)} und eine glatte Funktion {\displaystyle H\in C^{\infty }(M)} gilt:[2]
{\displaystyle X_{H\circ \phi }=\phi ^{*}X_{H}.}
- Lie-Klammern von hamiltonschen Vektorfeldern sind hamiltonsche Vektorfelder. Für glatte Funktionen {\displaystyle G,H\in C^{\infty }(M)} gilt:[3]
{\displaystyle [X_{G},X_{H}]=X_{\{G,H\}}.}

## Lie-Algebra der hamiltonschen Vektorfelder
Gemäß der genannten Eigenschaften bilden die hamiltonschen Vektorfelder auf einer symplektischen Mannigfaltigkeit {\displaystyle (M,\omega )} einen Vektorraum und mit der Lie-Klammer {\displaystyle [-,-]} sogar eine Lie-Algebra, notiert als {\displaystyle {\mathfrak {Ham}}(M,\omega )}. Es gibt Lie-Algebrenhomomorphismen:
{\displaystyle {\mathfrak {Ham}}(M,\omega )\hookrightarrow {\mathfrak {Symp}}(M,\omega ),X\mapsto X}
{\displaystyle C^{\infty }(M)\twoheadrightarrow {\mathfrak {Ham}}(M,\omega ),H\mapsto X_{H}}

## Verbindung mit der De-Rham-Kohomologie

### Verbindung mit der nullten De-Rham-Kohomologie
Ein spezieller Untervektorraum des Vektorraumes {\displaystyle C^{\infty }(M)} der Hamilton-Funktionen ist die nullte De-Rham-Kohomologie {\displaystyle H_{\mathrm {dR} }^{0}(M):=\ker(\mathrm {d} \colon C^{\infty }(M)\rightarrow \Omega ^{1}(M))} der lokal konstanten (auf jeder Zusammenhangskomponente konstanten) Hamilton-Funktionen. Da in der Definition des hamiltonschen Vektorfeldes einer Hamilton-Funktion nur dessen Cartan-Differential auftaucht, können gerade die lokal konstanten Hamilton-Funktionen beliebig zu dieser hinzuaddiert werden, ohne einen Einfluss auf das erzeugte hamiltonsche Vektorfeld zu haben. Daher gibt es eine exakte Sequenz:
{\displaystyle H_{\mathrm {dR} }^{0}(M)\hookrightarrow C^{\infty }(M,\omega )\rightarrow {\mathfrak {Ham}}(M,\omega ).}
Aus dieser folgt direkt, dass genau dann jedes hamiltonsche Vektorfeld von einer eindeutigen Hamilton-Funktion erzeugt wird, wenn die nullte De-Rham-Kohomologie der symplektischen Mannigfaltigkeit trivial ist.

### Verbindung mit der ersten De-Rham-Kohomologie
Per Definition ist für ein symplektisches Vektorfeld {\displaystyle X} die {\displaystyle 1}-Form {\displaystyle i_{X}\omega } geschlossen und erzeugt daher ein Element {\displaystyle [i_{X}\omega ]\in H_{\mathrm {dR} }^{1}(M)} der ersten De-Rham-Kohomologie. Aufgrund der Bilinearität der symplektischen Form {\displaystyle \omega } ist diese Zuordnung eine lineare Abbildung:
{\displaystyle {\mathfrak {Symp}}(M,\omega )\rightarrow H_{\mathrm {dR} }^{1}(M),X\mapsto i_{X}\omega }.
{\displaystyle [i_{X}\omega ]\in H_{\mathrm {dR} }^{1}(M)} ist dabei genau dann das neutrale Element, wenn es sich von diesem um eine exakte {\displaystyle 1}-Form unterscheidet, also wenn {\displaystyle X} ein hamiltonsches Vektorfeld ist. Daher gibt es eine exakte Sequenz:
{\displaystyle {\mathfrak {Ham}}(M,\omega )\hookrightarrow {\mathfrak {Symp}}(M,\omega )\rightarrow H_{\mathrm {dR} }^{1}(M).}
Aus dieser folgt direkt, dass genau dann jedes symplektische Vektorfeld sogar ein hamiltonsches Vektorfeld ist, wenn die erste De-Rham-Kohomologie der symplektischen Mannigfaltigkeit trivial ist.

## Anwendung in der Physik
Hamiltonsche Vektorfelder sind entscheidend für die Formulierung der hamiltonschen Mechanik, denn ihre Flüsse verlaufen entlang konstanter Werte der zugrundeliegenden Hamilton-Funktion. Das beschreibt die Energieerhaltung einer mechanischen Bewegung im Phasenraum. Für einen Punkt {\displaystyle x\in M} und eine Hamilton-Funktion {\displaystyle H\in C^{\infty }(M)} ist ihr (lokaler) Fluss {\displaystyle \phi _{H}(x,-)\colon I\rightarrow M} mit einem offenen Intervall {\displaystyle I\subseteq \mathbb {R} } mit {\displaystyle 0\in I} eine Lösung der Differentialgleichung mit Anfangswertbedingung:
{\displaystyle \left\{{\begin{aligned}\phi _{H}(x,0)&=x\\{\frac {\mathrm {d} }{\mathrm {d} t}}\phi _{H}(x,t)&=X_{H}(\phi _{H}(x,t))\end{aligned}}\right.}.
Mit der Definition des hamiltonschen Vektorfeldes und der Antisymmetrie der symplektischen Form folgt:
{\displaystyle {\frac {\mathrm {d} }{\mathrm {d} t}}H(\phi _{H}(x,t))=\mathrm {d} H(\phi _{H}(x,t))\left({\frac {\mathrm {d} }{\mathrm {d} t}}\phi _{H}(x,t)\right)=\omega (X_{H}(\phi _{H}(x,t)),-)\left(X_{H}(\phi _{H}(x,t))\right)=\omega (X_{H},X_{H})(\phi _{H}(x,t))=0,}
womit {\displaystyle H(\phi _{H}(x,t))}konstant ist. Allgemeiner kann diese Rechnung für zwei verschiedene Hamilton-Funktionen {\displaystyle G,H\in C^{\infty }(M)} betrachtet werden, wobei sich mit der Poisson-Klammer {\displaystyle \{G,H\}=\omega (X_{G},X_{H})} analog ergibt:
{\displaystyle {\frac {\mathrm {d} }{\mathrm {d} t}}G(\phi _{H}(x,t))=\omega (X_{G},X_{H})(\phi _{H}(x,t))=\{G,H\}(\phi _{H}(x,t)),}
also {\displaystyle G(\phi _{H}(x,t))} genau dann konstant ist, wenn {\displaystyle \{G,H\}=0}. Das sind jeweils die Liouville-Gleichung für die Zeitentwicklung und das Noether-Theorem über die Korrespondenz von Erhaltungsgrößen und Symmetrie.